# Accattone
Accattone (prevedeno “parazit”) je talijanska drama iz 1961. koju je režirao Pier Paolo Pasolini, a kojemu je to prvi film. Radnja o egoističnom svodniku koji se zaljubi i postane mučenik na kraju briše granice sakralnog i profanog i stavlja život potproletarijata u središte te je stoga film izazavao skandal pri premijeri. Ipak, s vremenom je stekao veliku reputaciju.

## Filmska ekipa
Režija: Pier Paolo Pasolini
Glume: Franco Citti (Vittorio „Accattone“ Cataldi), Franca Pasut (Stella), Silvana Corsini (Maddalena), Paola Guidi (Ascenza), Renato Capogna (Renato) i dr.

## Radnja
Rim. Vittorio „Accattone“ Cataldi nikada nije radio u svojem životu a opet dobro živi jer je svodnik prostitutke Maddalene koja za njega zarađuje novac. Odavno je napustio svoju bivšu suprugu i sina te se smjestio u raskošnom stanu. Većinu svojeg vremena provodi sa svojim prijateljima koji su također svodnici te zajedno igraju karte i razgovaraju o besmislenim razgovorima. No jedne noći konkurentska banda prebije Maddalenu koja se prijavi policiji. Vittorio tako ostane bez ikakvog primanja i padne u paniku. Pokuša se preseliti svojoj bivšoj supruzi no ona ga otjera. Potpuno na kraju, Vittotrio zbog tanjura špageta prevari svoje prijatelje s jednim poznanikom. No onda primijeti Stellu, neobičnu plavušu koja ga iznenadi svojom nevinošču i nježnošču. On joj pokloni cipele i ogrlicu pa se ona zaljubi u njega. Iako je planirao i nju zaposliti kao prostitutku, odjednom shvati da se zaljubio te se odluči promijeniti. Po prvi put pronalazi posao, kao nositelj žica, ali na kraju dana da otkaz jer je shvatio da nije stvoren za rad. Po noći dobiva noćne more o svojem sprovodu. Kako bi ipak mogao othraniti Stellu, odluči postati lopov pod vodstvom Balille. Nakon pljačke Vittorio ukrade motor da bi pobjegao od policije, no sudari se kamionom i umre. 

## Nagrade
- Nominacija za BAFTA-u (najbolji strani glumac Franco Citti)

## Kritike
John Nesbit: „Accattone“ nastavlja s talijanskim neo-realizmom kojeg su započeli filmovi „Kradljivci bicikla“ i „Otvoreni grad“ – ali predstavlja čak i blijeđu sliku nego Rossellini i De Sica…Svi likovi su zarobljeni u svojim ulogama donje klase, koja je uglavnom ostala ista od početka civilizacije. Dominirani siromaštvom i motivirani opstankom, želje za smrču postaju objekt izigravanja ali u stvarnosti one postaju dobrodošao bijeg od paklenog kruga…Film nije savršeno izveden; Pasolini ne uranja duboko ispod površine siromaštva te se katkad previše oslanja Bachovu glazbu da bi dodao emotivnu i duhovnu težinu svojim prizorima, ali ne sentimentalizira svoje likove i njihove situacije. Njegova kamera se usredotočuje na protagoniste, otkrivajući istodobno njegove dobre i loše strane bez ikakvog suđenja, što omogućuje otkrivanje Cittijevog talenta za glumu…Radikalni umjetnici su osuđeni na kontroverzu, a Pasolini uranja kako bi stvorio niz filmova o Rimskom podzemlju – ovaj je prvi“.
Variety: „Ovo je fascinantni redateljski prvijenac Piera Paola Pasolinija, koji opisuje zanimljive likove…To je prirodno odbojno, no ima neku zemaljsku poeziju“.

## Vanjske poveznice
- Accattone u internetskoj bazi filmova IMDb-a
- Recenzije na Rottentomatoes.com
- Esej o filmu